# Dypsis heteromorpha
Dypsis heteromorpha – gatunek palmy z rzędu arekowców (Arecales). Występuje endemicznie na Madagaskarze, w prowincji Antsiranana. Można go spotkać między innymi w Parku Narodowym Marojejy.
Rośnie zarówno w bioklimacie wilgotnym, średniowilgotnym jak i górskim. Występuje na wysokości do 1000–2500 m n.p.m.